# HD 34989
HD 34989，又名BD+08 933，SAO 112667、HR 1763，是一颗恒星，视星等为5.8，位于銀經194.62，銀緯-15.61，其B1900.0坐标为赤經5h 16m 16.8s，赤緯+8° -15.61′ 46″。